# 傅良弼 (唐朝)
傅良弼（?—?），字安道，唐朝将领。清河人。
傅良弼以善射冠于军中。瀛州的博野县、乐寿县，介于范阳镇、成德镇之间，每次交兵，先攻打二城。唐德宗以王武俊破朱滔有功，把二县隶属于成德，以傅良弼守乐寿，李寰守博野。王廷凑叛唐，招诱傅良弼，傅良弼坚壁为国家固守。唐穆宗下诏以乐寿为左神策行营，拜傅良弼为都知兵马使；李寰所领士兵隶属于右神策，号忻州营，以李寰为都知兵马使。在京师赐宅第。不久以傅良弼为沂州刺史。傅良弼率众出战，力战而去。李寰引兵三千逼近忻州，遭遇王廷凑，李寰斩杀三百首级，追者不敢向前。穆宗以傅良弼、李寰忠心，赐奴婢、衣服、马匹。召傅良弼为左神策军将军。长庆四年（824年）五月十五，唐敬宗擢升盐州刺史傅良弼为夏绥银节度使。西蕃帐下亡命来投，西蕃以马给唐军换回逃人，傅良弼就任，将逃人交付其部，酋长都很高兴。傅良弼官至横海军节度使。